# Leda in labod (Correggio)
Leda in labod je slika olje na platnu iz let 1530–31 italijanskega slikarja Correggia, ki je zdaj v Gemäldegalerie v Berlinu. Prikazuje tri prizore Jupitrovega zapeljevanja Lede, ko je prevzel podobo laboda. Na desni strani je prikazano njuno prvo srečanje, v sredini pa njuno ljubljenje, kjer Leda sedi z labodom med stegni in ga vodi z levo roko. Na levi ju spremljata Kupid z lokom in dva kupida s piščalmi. Tretji prizor (spet na desni strani) je odlet laboda, Leda pa se oblači. Leda in labod sta bila pogosta tema v umetnosti 16. stoletja.

## Zgodovina
Correggio je po uspehu slike Venera in Kupid s satirom zasnoval serijo del z naslovom Amori di Giove ali Jupitrove ljubezni. Serija je na koncu sestavljena iz dveh parov del, od katerih je imel vsak par enake dimenzije, čeprav je morda načrtoval, da jih bo več. O natančnem vrstnem redu štirih del se še vedno razpravlja, čeprav je njihov glavni pomen njihov prispevek k razvoju posvetnega in mitološkega slikarstva prek novega in izjemnega ravnovesja med naturalističnim upodabljanjem in poetično preobrazbo. Correggio je naredil študijo o Michelangelovi Ledi in labodu.
Glede na Vasarijevo Življenje umetnikov je Ledo in Venero (tj. Danajo) naročil Federico II. Gonzaga, vojvoda Mantove, kot darilo za Karla V., cesarja Svetega rimskega cesarstva. To podpira teorija, da je Jupiter letel z desne strani Lede v obliki laboda in na levo stran Danaje v obliki zlatega prahu. Vendar pa ena novejša študija nakazuje, da so bile vse slike v seriji Amori di Giove izdelane za Sala di Ovidio (Ovidova soba) v Mantovi (namenjena vojvodovi ljubici Isabelli Boschetti) in so se v Španijo preselile šele po smrti Federika II. leta 1540, morda ob poroki infanta Filipa z Marijo Emanuelo d'Aviz (1543).
Leta 1601 slika Ganimeda ugrabi orel in leta 1603 ta slika, sta bili še vedno v španskih kraljevih zbirkah - obe pa ju je tisto leto pridobil Rudolf II. Habsburški in ju odnesel v Prago. Kasnejši lastniki slik so bili podobni lastnikom Danae – med tridesetletno vojno se je preselila na Švedsko in Kristina Švedska jo je dala kardinalu Deciu Azzoliniju; kasneje je bila v slavni zbirki Orleans v lasti Filipa II., vojvode Orléanskega. Vendar se je njegovemu pobožnemu sinu Ludviku slika zdela preveč razuzdana in jo je napadel z nožem ter nepopravljivo poškodoval Ledin obraz.
Kar je ostalo od slike, je bilo dano Charlesu-Antoinu Coypelu, prvemu kraljevemu slikarju, ki je naslikal nadomestno glavo. Še vedno v kosih je bila slika leta 1753 prodana zbiratelju Pasquierju, ki je naročil slikarju Jacquesu-Françoisu Delyenu, da naslika novo nadomestno glavo - leta 1755 jo je kupil grof Epinaille v imenu Friderika Velikega, ki jo je obesil v svoji poletni palači Sanssouci. Zaplenil jo je Napoleon in ponovno obnovil Pierre-Paul Prud'hon, preden je bila leta 1814 vrnjena v Nemčijo in leta 1830 postavljena v berlinske muzeje - tam je Jakob Schlesinger naslikal tretjo zamenjavo za Ledino glavo. Vendar pa kopija iz leta 1604 kaže, da je celo ta obnova cenzurirala Correggiovo izvirno kompozicijo, Ledi dala čeden in ne orgazmičen izraz ter odstranila nazaj zasuk njene glave, ki ga je Correggio prvotno nameraval (podobno kot Io v njegovi Jupiter in Io).

## Opis in slog
Slika ponazarja mit o Ledi, ženi špartanskega kralja Tindara. Vanjo zaljubljeni Jupiter se ji je pridružil v obliki laboda: ženska je nato rodila dve velikanski jajci, iz katerih sta izšla dva para dvojčkov (Kastor in Klitajmnestra, Helena in Polidevk).
V središču prizora Correggio predstavlja Ledo, ki sedi spredaj, z labodom med stegni in z roko pomaga živali, da se ji pridruži; na levi strani pa Kupid s citrami in dva kupida s piščalmi spremljata par. Na desni strani slike sta upodobljeni še dve fazi zgodbe: prvi približki med labodom Jupitrom in nejevoljno ženo ter ptica, ki odleti, medtem ko se Leda oblači. Umetnik je moral poznati ikonografsko tradicijo mita: pravzaprav je naredil tudi študijo o Michelangelovi Ledi.
Da bi dobili predstavo o tem, kako je morala izgledati slika pred poškodovanjem in obnovami, jo lahko primerjate s kopijo, ki jo je naredil Eugenio Coxes iz slike, preden je zapustil Španijo. Najpomembnejše razlike se nanašajo na izraz in držo Lede. Za obraz je bil značilen jasen, a rahločuten izraz ugodja, okrepljen z rahlim usločenjem glave nazaj in njenim nagibanjem v desno. Poza, podobna tisti, ki jo je Correggio izbral za nimfo Io v dejanju združevanja z Jupitrom.
Ugotovljeno je bilo, da je restavrator slike namesto tega želel popraviti to preveč razvratno držo tako, da je naslikal čeden in skromen izraz ter odpravil zapeljivo zvijanje glave, ki si ga je zamislil Correggio.
Na sliki so upodobljeni trije trenutki srečanja med Ledo in labodom: na desni trenutek, ko se Leda, predstavljena kot zelo mlada deklica, ubrani in skuša odriniti laboda, v sredini trenutek srečne zveze med obema in, vedno na desni, trenutek po srečanju, ko labod odleti in ga deklica med oblačenjem pogleda z ljubečim in hvaležnim izrazom.
Nikoli prej še nobenemu umetniku ni uspelo naslikati mita o Ledi s tako svežino in pripovedno posrečenostjo in če je Correggio, kot kaže, črpal navdih pri nekaterih starodavnih modelih za poze ženskih figur, lahko rečemo, da je prejšnje izročilo služilo le kot izhodišče generično in kmalu spremenjeno, saj je bilo v njem preveč čutiti potrebo po dojemanju bolj človeških in intimnih vidikov intenzivne ljubezenske zgodbe med mlado kraljico in labodom.
Izpostavljena je bila hipoteza, da je bila Leda zasnovana kot obesek k Danaji za isto sobo: let laboda na desni bi torej lahko šteli za usmerjenega proti pokrajini, ki jo je mogoče opazovati z okna stolpa, kjer je Danaja zaprta.